# Famille Zsolnay
La famille Zsolnay (hongrois : Zsolnay család) est une dynastie industrielle hongroise originaire de Pécs et dont le nom est lié à la manufacture de porcelaine du même nom.

## Membres
- Vilmos Zsolnay (1828-1900), industriel.